# Liocarcinus holsatus
Espèce
Synonymes
- Portunus holsatus Fabricius, 1798
- Polybius holsatus (Fabricius, 1798)
- Portunus lividus Leach, 1814

Liocarcinus holsatus, le Crabe nageur, Étrille d'eau froide ou Portune holsatien, est une espèce de crustacés décapodes de la famille des Carcinidae, des Portunidae ou des Polybiidae selon les classifications.
Le SITI ne classe pas cette espèce dans le genre Liocarcinus mais dans Polybius.

## Notes et références

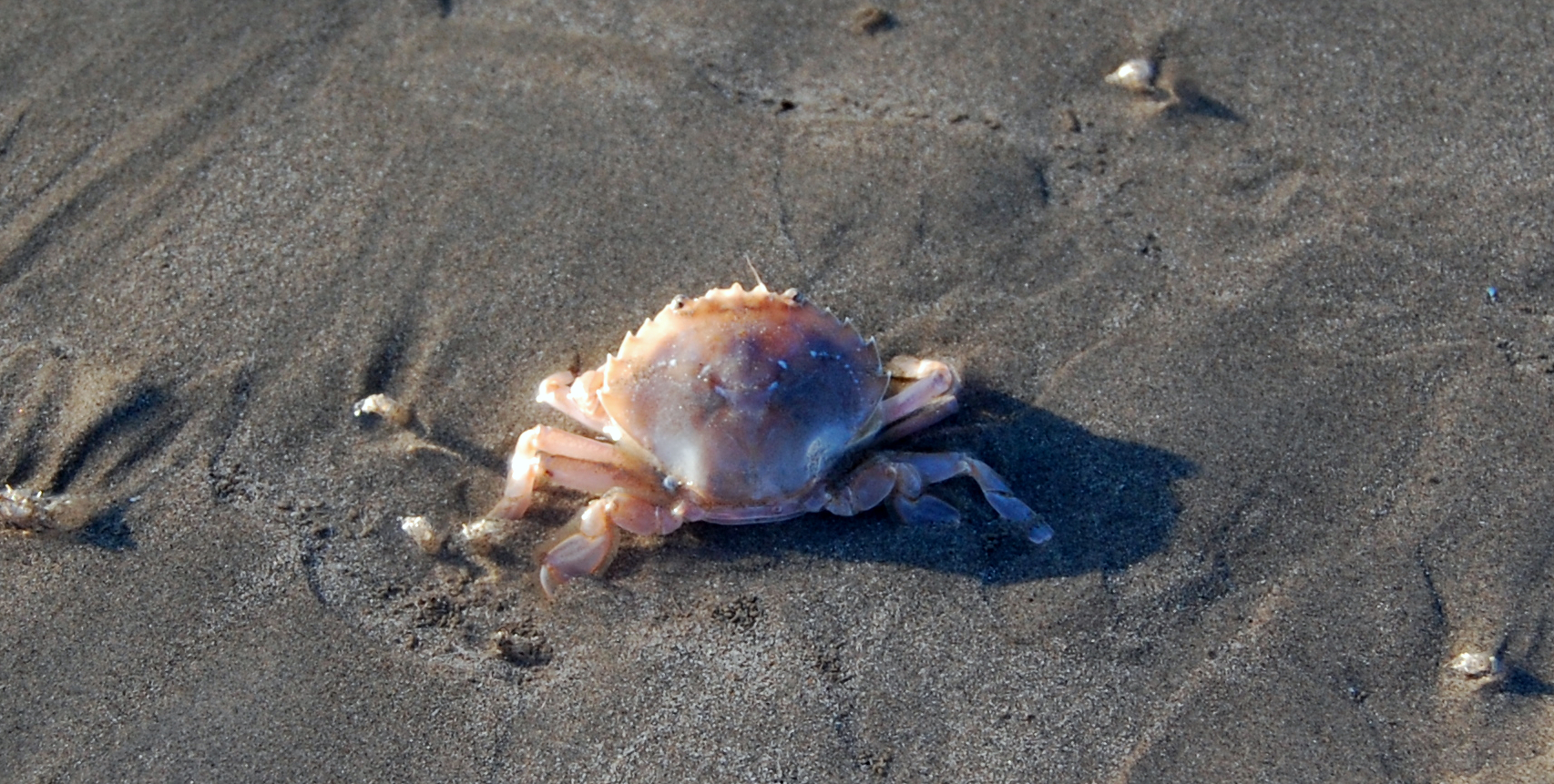
Liocarcinus holsatus

## Distribution
Cette espèce se rencontre tant au nord de l'Atlantique qu'en Méditerranée, sur les côtes irlandaise, écossaise, françaises, belges, italiennes, tunisiennes, etc.

## Référence
- Fabricius, 1798 : Supplementum Entomologiae Systematicae. p. 1-572.